# 小原ダム (富山県)
小原ダム（おはらダム）は、富山県南砺市、一級河川・庄川水系庄川に建設されたダム。高さ52メートルの重力式コンクリートダムで、関西電力の発電用ダムである。同社の水力発電所・小原発電所・新小原発電所に送水し、合計最大9万700キロワットの電力を発生する。

## 歴史
1930年（昭和5年）、岐阜県から富山県へと流れる庄川で建設が進められてきた小牧発電所および祖山発電所が運転を開始した。いずれも大規模なダムを伴う水力発電所であり、前者は庄川水力電気、後者は昭和電力の所有するものであった。1939年（昭和14年）、電気事業の国家管理化を進める日本政府によって日本発送電が設立されると、小牧発電所や祖山発電所を含む多くの庄川水系の水力発電所は日本発送電に引き継がれた。同年、日本発送電は小原発電所の建設に着手。祖山ダムの上流に小原ダムを建設し、ダム直下右岸の小原発電所で最大4万5,000キロワット（現在は4万5,700キロワット）の電力を発生するものである。小原発電所は1942年（昭和17年）に運転を開始した。その後、日本発送電は小原ダムの上流において成出ダム・成出発電所の建設に着手するものの、完成を待たずして日本発送電は1951年（昭和26年）に分割・民営化。小原発電所始めとする庄川の水力発電所は関西電力に継承され、同社の手によって成出ダムのほか、上流の椿原ダム・鳩谷ダムが1950年代中に完成している。
1961年（昭和36年）、電源開発によって建設されてきた御母衣ダム・御母衣発電所が完成。関西電力は1967年（昭和42年）、祖山ダムに新祖山発電所を増設したのに続き、成出ダムや椿原ダムにおいてもそれぞれ新成出発電所・新椿原発電所を増設した。小原ダムと成出ダムとの間には新たに赤尾ダムを建設し、赤尾発電所を1978年（昭和53年）に運転開始。小原ダムにおいても新小原発電所（4万5,000キロワット）の増設が進められ、1980年（昭和55年）に運転を開始した。

## 周辺
東海北陸自動車道・五箇山インターチェンジから国道156号を北上。合掌造りの家々が建ち並ぶ世界遺産・五箇山の集落を過ぎると、小原ダムに至る。ダムのすぐ下流に架かる橋の上から、ダムを真正面に望むことができる。ダム右岸にある建物が小原発電所で、内部に立軸フランシス水車発電機が3台設置されている。その橋のたもとには新小原発電所があり、内部に立軸フランシス水車発電機が1台設置されている。出力はほぼ同等な小原・新小原発電所であるが、使用水量は小原発電所が140立方メートル毎秒であるのに対し、新小原発電所では100立方メートルで済んでしまう。新小原発電所は発電に使用した水を長さ1.4キロメートル余りの放水路を通じて下流の湯出島橋下に放流することで、小原発電所よりも大きい有効落差（小原発電所が39.2メートルなのに対し、新小原発電所は52.6メートル）を確保しているためである。

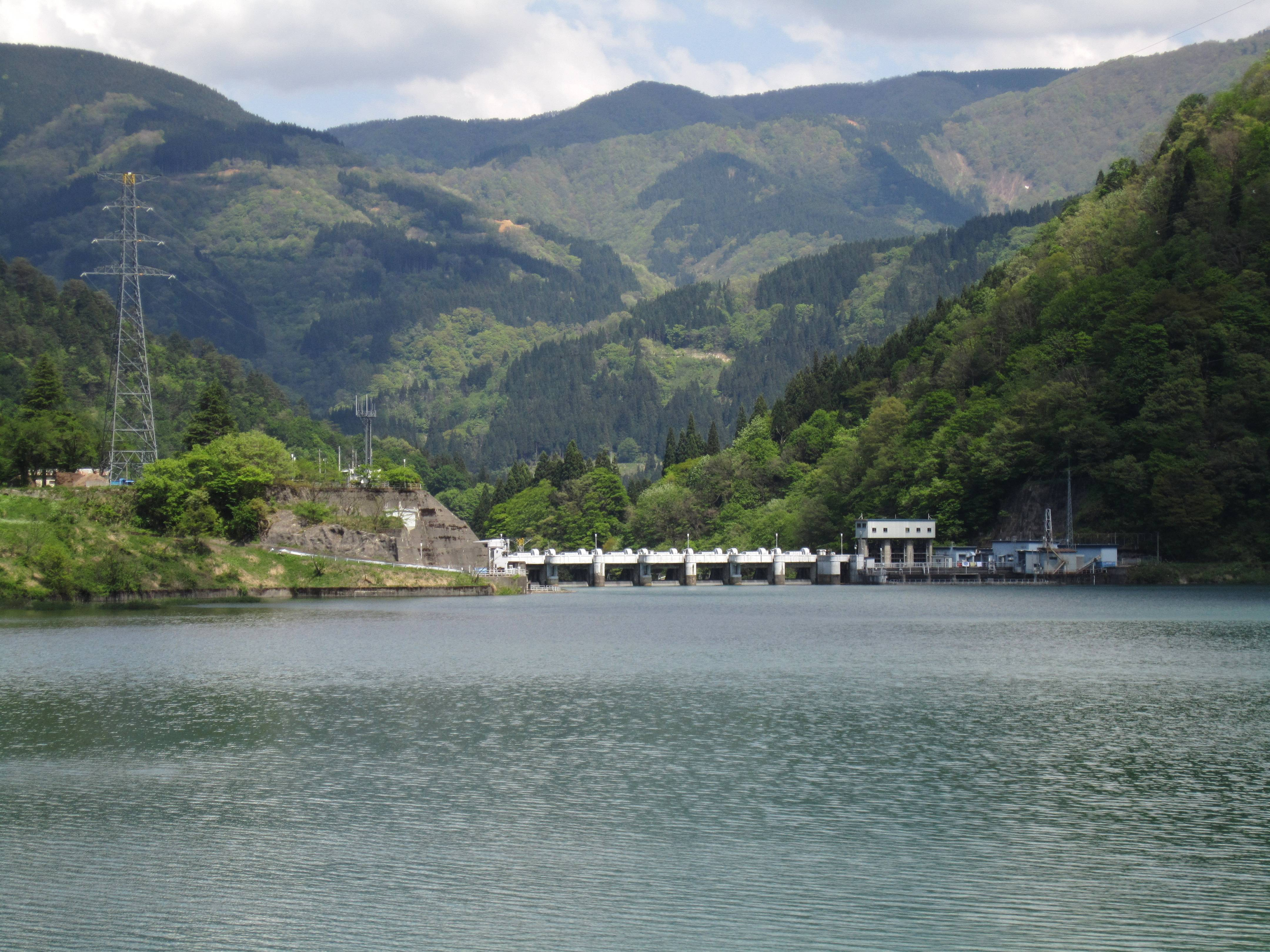
小原ダム湖
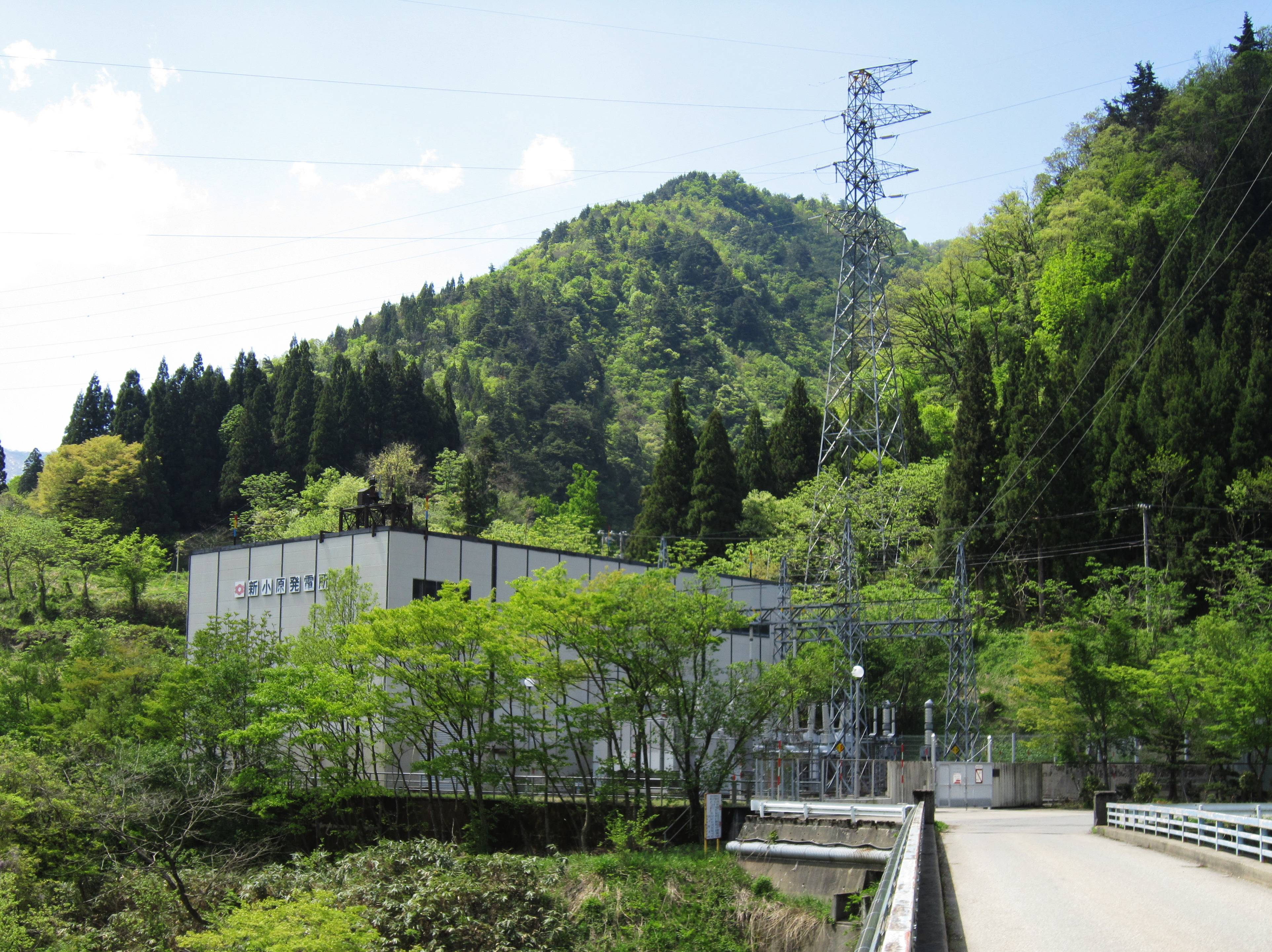
新小原発電所